# 宮城県女子専門学校 (旧制)
| 宮城県女子専門学校 （宮城女専） | 宮城県女子専門学校 （宮城女専） |
| ------------------------------- | ------------------------------- |
| 創立                            | 1926年                          |
| 所在地                          | 宮城県仙台市                    |
| 初代校長                        | 雀部顕宜                        |
| 廃止                            | 1951年                          |
| 後身校                          | 東北大学農学部家政学科          |
| 同窓会                          | 白楊会                          |

宮城県女子専門学校 （みやぎけんじょしせんもんがっこう） は、1926年 （大正15年） に設立された公立の旧制専門学校（女子専門学校）。

## 概要
- 日本の公立では福岡県立・大阪府立に次ぐ、3番目の女子専門学校として設立された。
- 1921年に設置された、宮城県第二高等女学校 （現・宮城県仙台二華高等学校） の高等科を前身とする。
- 創立時は 4年制 （本科3年・予科1年） で、本科に文科 （国文専攻・英文専攻） を設置した （後に家政科を増設）。
- 第二次世界大戦後の学制改革で国立の東北大学に併合され、東北大学農学部家政学科となった （生活科学科と改称後、1960年廃止）。
- 同窓会は 「白楊会」 （はくようかい） と称する。

## 沿革

### 前史
- 1921年2月20日： 宮城県第二高等女学校に高等科を併置。
  - 修業年限3年。学年定員30名。
- 1923年頃： 高等科棟が竣工。
- 1925年12月： 宮城県議会、女子専門学校 （女専） の設置を決定。

### 宮城県女子専門学校
- 1926年3月18日： 専門学校令により宮城県女子専門学校設置認可 （文部省告示第139号）。
  - 予科・本科 （国文専攻・英文専攻） を設置。
  - 予科は修業年限1年で、4年制高女卒業者対象。本科は修業年限3年で、予科修了者・5年制高女卒業者対象。
- 1926年3月26日： 宮城県、女専設置・第二高等女学校高等科廃止を通達 （宮城県令第28号）。
  - 県第二高等女学校高等科の校舎・敷地を女専に移管。
- 1926年4月15日： 第1回入学式。
- 1927年3月30日： 本科に家政科を増設。従来の本科を文科と改称。
  - 家政科に家事専攻・裁縫専攻を設置。
- 1928年3月： 旧高等科の5回生卒業 （旧高等科廃止）。
- 1929年3月： 宮城女専、第1回卒業。
- 1930年6月1日： 家政科、予科を廃止し本科のみの3年制となる （宮城県令第33号）。
- 1932年3月31日： 文科、予科を廃止し本科のみの3年制となる （宮城県令第20号）。
  - 文科研究科 （1年制） を設置。
- 1934年4月29日： 校歌制定。『正しく強く美はしく』 （土井晩翠 作詞、信時潔 作曲）。
- 1934年12月： 長町越路3番地 （八木山） の新校舎に移転。
- 1937年3月20日： 文科の英文専攻、募集停止。
  - 1940年3月、在籍者卒業により英文専攻廃止。
- 1938年3月16日： 文科研究科を国文研究科、本科文科を国文科と改称。
- 1939年2月1日： 家政科 （家事専攻・裁縫専攻） を家事科・裁縫科に分科。
- 1940年3月： 『女専明魂曲』 を第二校歌に制定 （加藤文友 作詞、黒沼幸四郎 作曲）。
- 1944年2月29日： 本科に数学科を増設。既存学科を改称。
  - 国文科 → 国語科、家事科 → 保健科、裁縫科 → 被服科。
- 1945年7月10日： 仙台空襲で校舎の一部を焼失 （北側校舎・寄宿舎分舎）。
- 1946年9月： 研究科を廃止。
- 1947年10月1日： 保健科を生活科と改称。
- 1947年12月： 女子大学への昇格期成同盟結成。
- 1948年5月22日： 新学制審議委員会、女専の東北大学への合併を審議。
- 1949年3月： 東北大学農学部教授会、女専の併合を承認。
- 1949年5月31日： 新制東北大学発足。
  - 宮城県女子専門学校は、農学部家政学科の母体となった。
  - 農学部家政学科の設置講座 （学内扱い）： 第一講座 （被服学・住居学）、第二講座 （保健衛生学）、第三講座 （家庭経済学・社会福祉学）。
- 1949年8月： 文部省、女専の東北大学への合併を承認。
- 1949年9月： 女専校地に東北大学第三教養部設置。
- 1950年12月： 農学部家政学科を農学部生活科学科と改称 （学内扱い）。
- 1951年3月17日： 旧制宮城女専、最終卒業。

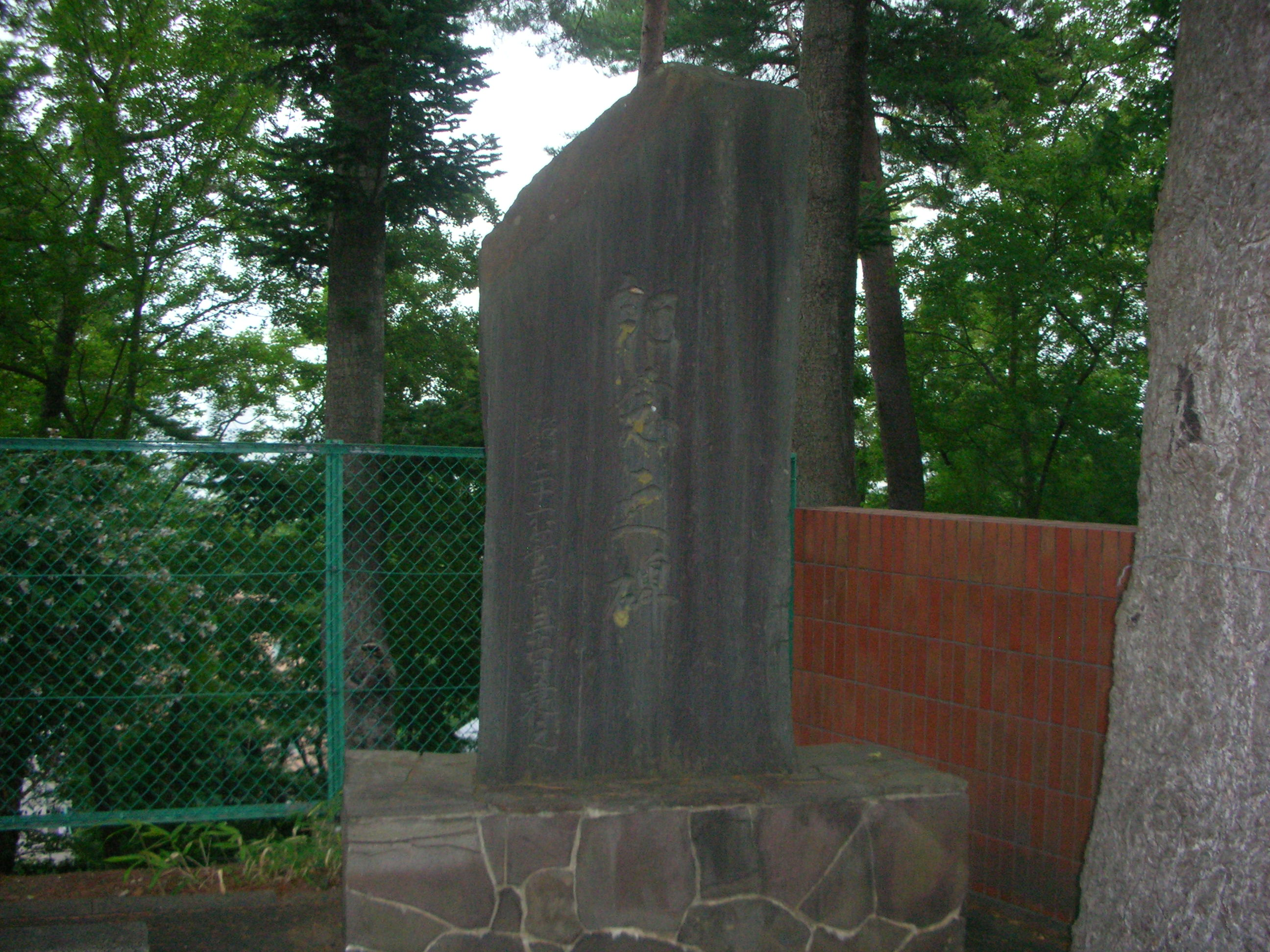
宮城県仙台向山高等学校にある記念碑（昭和26年3月31日閉校し、東北大学に合併）

- 1951年3月31日： 旧制宮城県女子専門学校、廃止 （地大第22号）。

### 後史
- 1952年4月： 東北大学第三教養部を第一教養部に合併。農学部生活科学科の講座を改称 （学内扱い）。
  - 第一講座 （被服学・住居学） → （住居環境学・被服学）
  - 第二講座 （保健衛生学） → （保健栄養学）
  - 第三講座 （家庭経済学・社会福祉学） → （消費経済学・社会福祉学）
- 1953年4月： 農学部生活科学科を5講座に改組 （学内扱い）。
  - 第一講座 （住居環境学）、第二講座 （被服学・材料学）、第三講座 （栄養科学）、第四講座 （食糧科学）、第五講座 （社会福祉学・消費経済学）。
- 1960年4月： 農学部生活科学科を廃止し、農学部食糧化学科に改組 （文部省令第13号）。
  - 旧第一講座 （住居環境学） は工学部建築学科へ、旧第五講座 （社会福祉学・消費経済学） は文学部社会学科へ移管。
  - 省令による正式の講座を設置： 第一講座 （一般食品学）、第二講座 （食品分析学）、第三講座 （食品保蔵学）、第四講座 （栄養学）。

## 歴代校長
宮城県第二高等女学校高等科校長
- 初代： 小倉博 （1921年4月 - 1923年8月）
  - 前・第二高等学校教授。東北帝国大学助教授に転じた。
- 第2代： 秋葉馬治 （1923年8月 - 1925年4月）
- 第3代： 澄田福松 （1925年5月 - 1926年3月）

宮城県女子専門学校校長
- 初代： 雀部顕宜 （1926年4月 - 1933年7月）
- 第2代： 三矢英松 （1933年7月 - 1944年10月21日死去）
- 校長事務取扱： 飯野哲二 （1944年10月 - 1945年3月）
- 第3代： 羽生隆 （1945年5月 - 1949年9月）
- 第4代： 高柳真三 （1949年9月 - 1951年3月）
  - 東北大学第三教養部長 （兼任）

## 校地の変遷と継承
創立当初は母体となった宮城県第二高等女学校 （現・宮城県第二女子高等学校、仙台市若林区連坊） の校地を使用したが、1934年に市内長町越路3番地 （現・太白区八木山緑町） に新校舎が完成し、移転した。八木山校地は後身の東北大学に継承され、第三教養部が設置された。1952年4月、第三教養部は第一教養部に合併し、跡地は国立仙台電波高等学校 （現・仙台電波工業高等専門学校） の校地となった （のちに移転）。1975年4月には宮城県仙台向山高等学校が設置され、現在に至っている。
旧制女専時代の校舎は、第二次世界大戦後も長期間残っていたが、1984年7月に解体された。

## 関連書籍
- 宮城県女子専門学校史編集委員会（編）　『宮城県女子専門学校史』　宮城県女子専門学校同窓会白楊会、1986年7月。
- 東北大学農学部創立50周年記念事業実行委員会（編）　『東北大学農学部五十年の歩み』　東北大学農学部同窓会、1997年9月。